# KM 2000
Das KM 2000 ist das aktuelle Kampfmesser der Bundeswehr.

## Geschichte
Im Jahr 2001 schrieb das Bundesamt für Wehrtechnik und Beschaffung (BWB) ein neues Kampfmesser aus, welches das im Jahr 1968 eingeführte Feldmesser ersetzen sollte. Den Zuschlag zur Fertigung erhielt die Firma Eickhorn-Solingen Ltd.

## Aufbau
Das Messer besteht nur aus zwei Komponenten. Die rund 172 mm lange Tantōklinge besteht aus rostfreiem Stahl mit der Werkstoffnummer 1.4110 und hat eine durchgehende Rückenstärke von etwa 5 mm und einen partiellen Wellenschliff auf der hinteren Hälfte. Seit 2008 gibt es auch ein Nachfolgemodell mit einer Spear-Point-Klinge (KM 3000).
Der Griff ist symmetrisch geformt, sodass das Messer von Links- und Rechtshändern benutzt werden kann. Der Griff besteht aus glasfaserverstärktem PA6 (GFK) und hat vorne eine geriffelte Daumenauflage. Der Erl tritt aus dem Ende des Griffs aus, um als Scheibenbrecher zu dienen. Die Möglichkeit zur Verwendung als Drahtschere (in Verbindung mit der Scheide) ist, im Gegensatz zu vergleichbaren Modellen, nicht gegeben. Das Gewicht des Messers beträgt rund 320 g bei einer Gesamtlänge von etwa 305 mm.
Es gibt eine Variante (aus Vorserienproduktion mit geringer Stückzahl) mit einem Griff ähnlich dem des Advanced Combat Knife (A.C.K.).
Die Halterung besteht aus zwei Teilen, der Scheide und dem Trageelement, wobei die Scheide, genauso wie der Griff, aus GFK besteht. Sie hat im Inneren eine Feder, die das Messer vor dem Herausfallen sichert. Außen auf der Scheide ist ein Schärfpad aufgeklebt. Das Trageelement dient zur Befestigung der Scheide samt Messer an der Kampfweste oder am Koppel und wird aus Cordura-Gewebe hergestellt. Scheide und Trageelement werden durch einen Druckknopf und einen Klettverschluss miteinander verbunden und wiegen mit Messer 525 g.

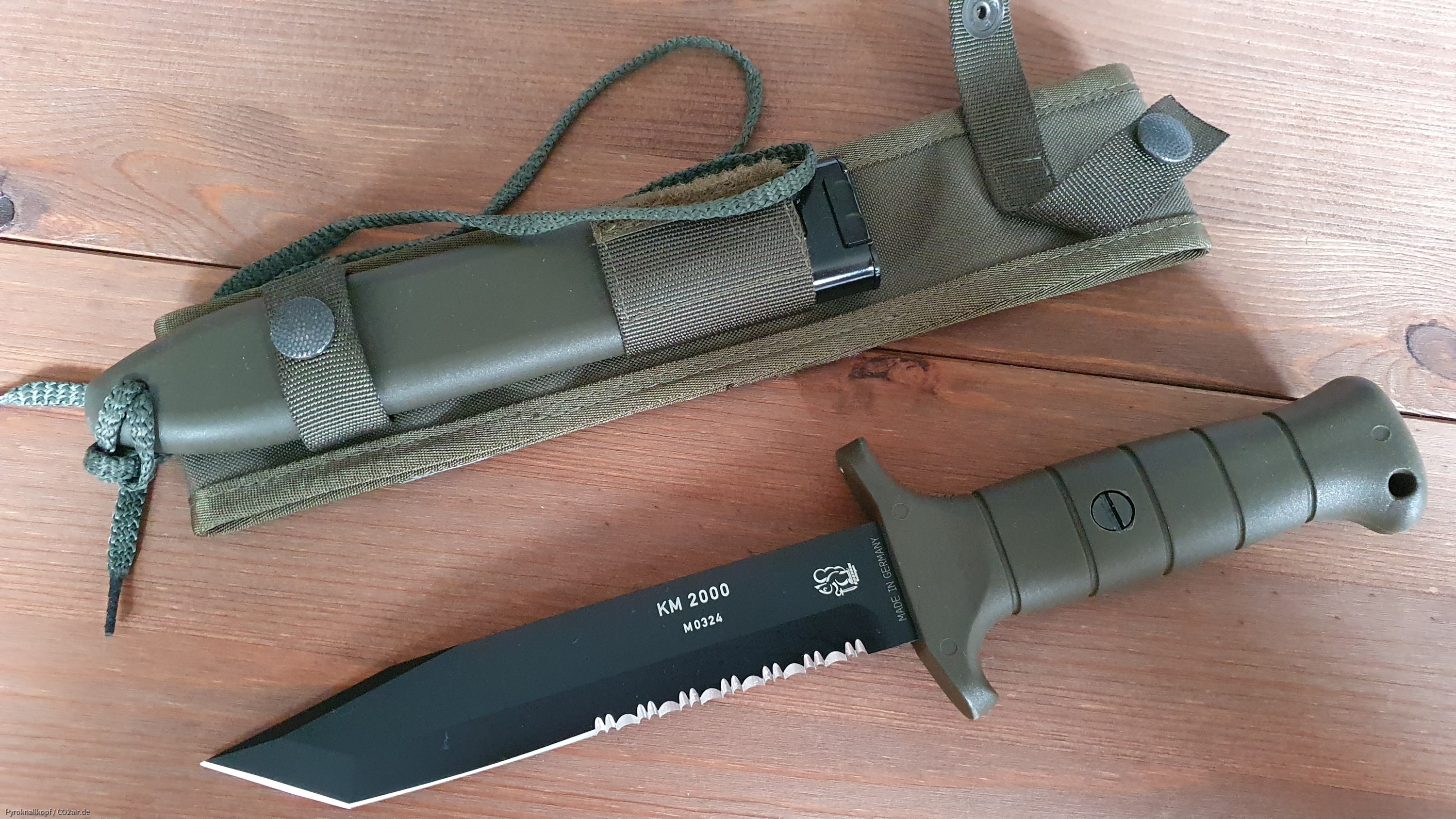
Version des KM 2000 mit abgeänderter Tantō-Spitze und Wellenschliff in der Farbe oliv
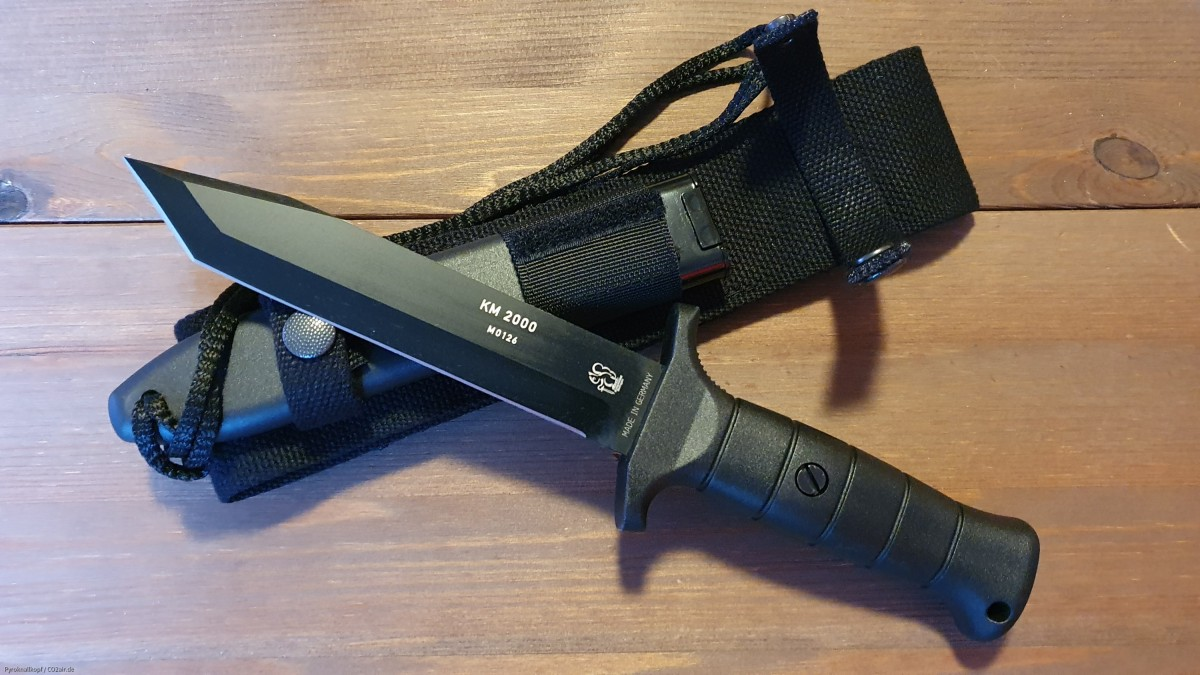
Version des KM 2000 glatt (ohne Wellenschliff) mit abgeänderter Tantō-Spitze
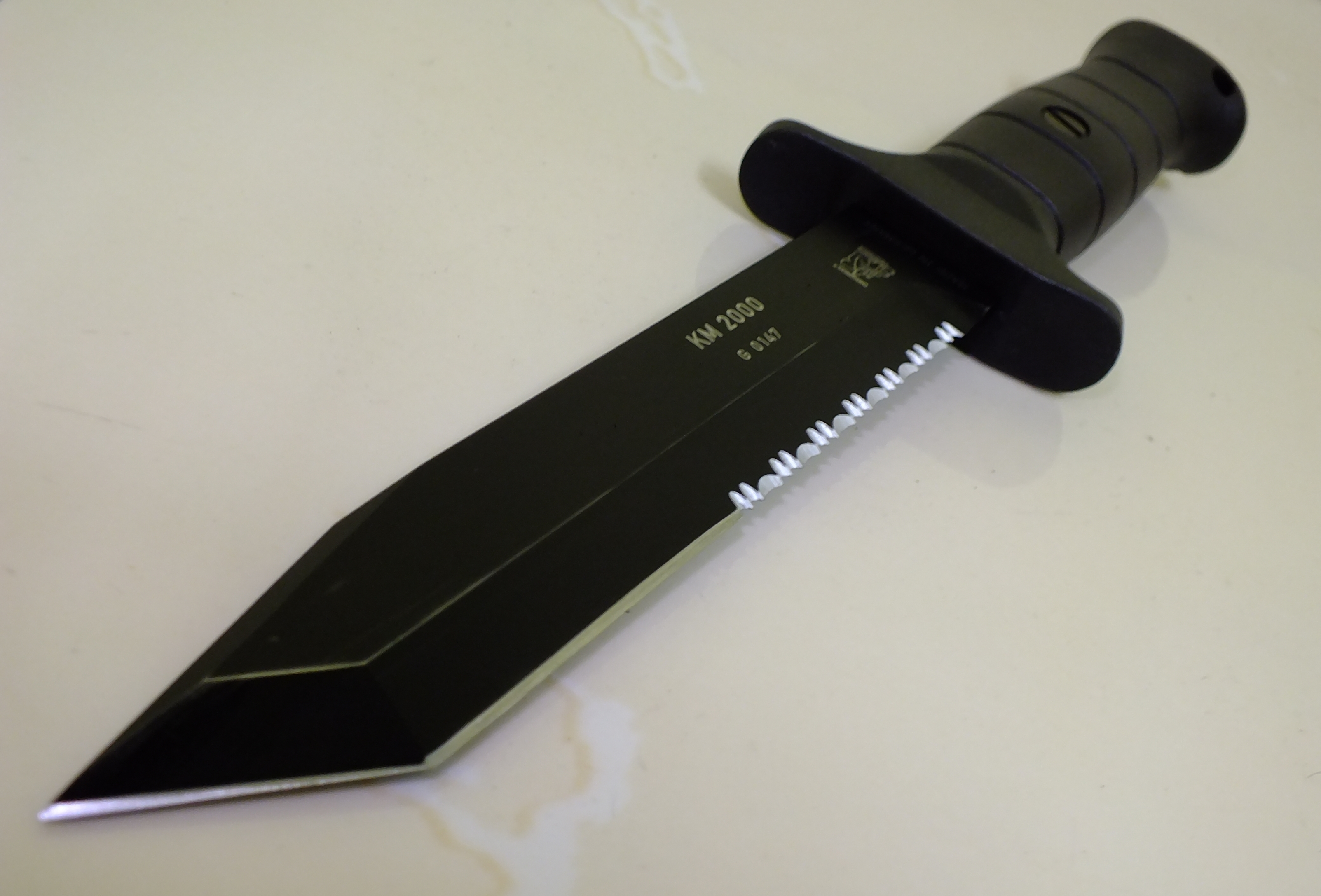
Abgeänderte Tantō-Spitze im Detail
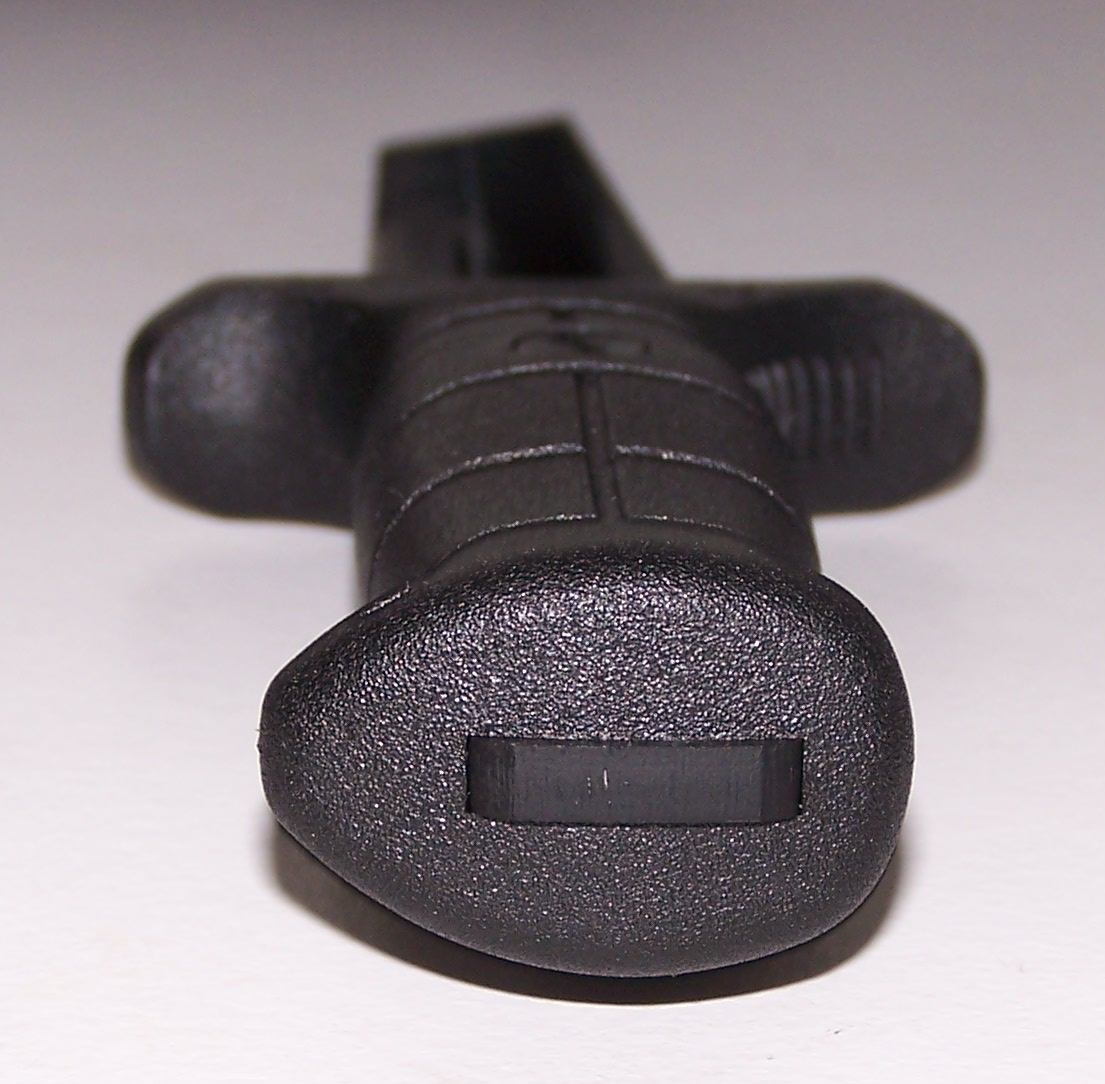
Scheibenbrecher an der Unterseite des KM 2000